# Олиярник, Христина Алексеевна
Христина Алексеевна Олиярник (укр. Христина Олексіївна Оліярник; род. 15 октября 1932 года) — доярка колхоза имени Щорса Самборского района Львовской области, Украинская ССР. Герой Социалистического Труда (1973).
С 1953 года — доярка молочно-товарной фермы колхоза имени Щорса Самборского района. Член КПСС.
В осенне-зимний период 1972—1973 годов надоила от каждой закреплённой за ней фуражной коровы в среднем по 4491 килограмм молока. Указом Президиума Верховного Совета СССР от 6 сентября 1973 года удостоена звания Героя Социалистического Труда «за большие успехи, достигнутые во Всесоюзном социалистическом соревновании, и проявленную трудовую доблесть в выполнении принятых обязательств по увеличению производства и заготовок продуктов животноводства в зимний период 1972—1973 годов» с вручением ордена Ленина и золотой медали «Серп и Молот».
После выхода на пенсию проживала в селе Барановцы Самборского района.
Награды
- Герой Социалистического Труда
- Орден Ленина — дважды